# یک دقیقه بایست (ترانه ساندرا)
«یک دقیقه بایست» (به انگلیسی: Stop for a Minute) تک‌آهنگی از هنرمند اهل آلمان ساندرا کرتو است که در سال ۱۹۸۸ میلادی منتشر شد.